# Giuseppe Petrocchi
Giuseppe Petrocchi (Ascoli Piceno, Italia, 19 de agosto de 1948) es un cardenal y arzobispo católico italiano, arzobispo emérito de L'Aquila.

## Biografía

### Formación
Comenzó sus estudios eclesiales en su diócesis de origen el 4 de octubre de 1965, donde terminó su educación secundaria antes de ser enviado al Pontifico Seminario Mayor de Roma en septiembre de 1967. Completó sus estudios en Letrán, donde obtuvo una licenciatura antes de realizar estudios adicionales en las universidades de Roma y de la Macerata.

### Sacerdocio
Fue ordenado al sacerdocio el 14 de septiembre de 1973 en la iglesia de San Pietro Martire y comenzó a trabajar como maestro y pastor. 

### Episcopado
El Papa Juan Pablo II lo nombró Obispo de Latina-Terracina-Sezze-Priverno el 27 de junio de 1998 y recibió su consagración episcopal el 20 de septiembre siguiente en Ascoli Piceno de Silvano Montevecchi. Se instaló en su nueva diócesis el 18 de octubre.
El Papa Francisco lo nombró como Arzobispo de L'Aquila el 8 de junio de 2013 y fue entronizado en su nueva sede el mes siguiente. Recibió el palio del Papa el 29 de junio de 2013 en la Basílica de San Pedro. 

### Cardenalato
El Papa Francisco lo convirtió en cardenal el 28 de junio y le asignó el titulus de San Juan Bautista de los Florentinos.
El 28 de agosto de 2018 fue nombrado miembro de la Pontificia Comisión para el Estado de la Ciudad del Vaticano  ad quinquennium.
El 2 de abril de 2019 fue nombrado miembro de la Congregación para las Causas de los Santos, ad quinquennium  y el 28 de mayo, miembro de la Congregación para el Clero ad quinquennium
El 2 de julio de 2020 fue nombrado miembro de la Comisión Cardenalicia de vigilancia del Instituto para las Obras de Religión ad quinquennium.
El 14 de julio de 2020 fue nombrado miembro del Consejo de Asuntos Económicos de la Santa Sede ad quinquennium.
El 1 de agosto de 2024 fue aceptada su renuncia al gobierno pastoral de la archidiócesis de L'Aquila, por límite de edad.